# Каирская цитадель
Это статья о крепости в Каире. См. также Цитадель Салах ад-Дина в Сирии.
Каирская цитадель или крепость Саладина (араб. قلعة صلاح الدين‎) —  цитадель (крепость) в Каире, одна из достопримечательностей столицы Египта. 
Построена, предположительно, в 1176—1183 годах.
Салах ад-Дин намеревался сделать из Каирской цитадели своеобразный город внутри города, однако это ему не удалось. По его замыслу, от цитадели к Нилу, охватывая город с двух сторон, должны были идти мощные крепостные стены.
Один из преемников Салаха ад-Дина, его племянник султан Аль-Камиль Мухаммад ибн Ахмад, впервые перенес в цитадель официальную резиденцию главы государства.

## Общие сведения
Цитадель была построена на уступе под холмами Мукаттам, в месте, которое затрудняло ее атаку. Эффективность расположения Цитадели дополнительно подтверждается тем фактом, что она оставалась резиденцией главы государства вплоть до 19 века. 
В течение этого длительного периода планировка и структура Цитадели неоднократно менялись и адаптировались в соответствии с замыслами новых правителей и новых режимов, что затрудняет восстановление ее первоначального плана или даже плана в последующие периоды. 
Выделяют три основных периода строительства, которые привели к нынешнему виду Цитадели: 
- период Айюбидов, приблизительно XII век, начиная с Салаха ад-Дина
- период мамлюков, XIV век (при ан-Насире Мухаммеде)
- период Мухаммеда Али в XIX веке[4]

Цитадель перестала быть резиденцией правительства, когда правитель Египта хедив Исмаил в 1874 году переехал в дворец Абдин, расположенный в новом центре Каира. 
Цитадель никогда не подвергалась настоящей осаде, однако неоднократно оказывалась замешанной в политических конфликтах в Каире или Египте.

## Общая планировка

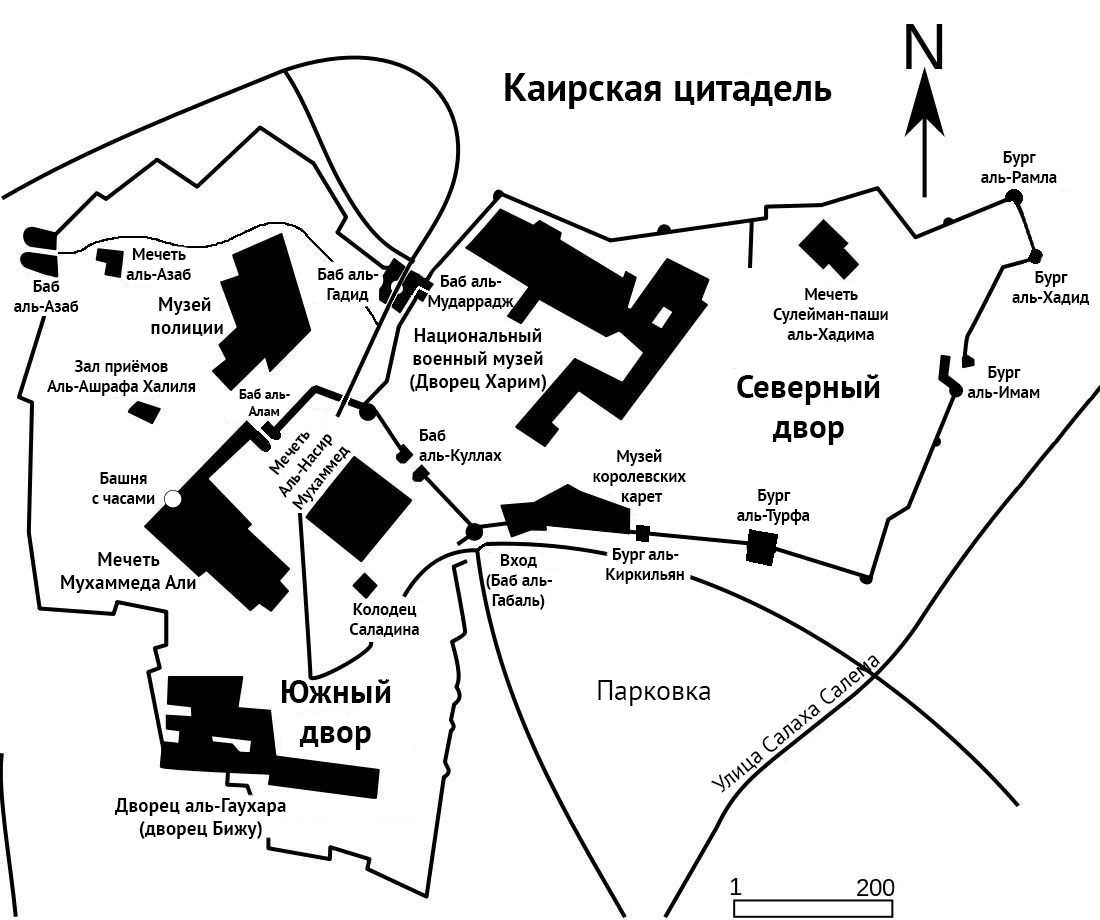
План Каирской цитадели

В целом, комплекс крепости разделен на две части: Северный корпус (где сегодня находится Национальный военный музей Египта) и Южный корпус (где сегодня находится мечеть Мухаммеда Али). Северный корпус исторически был местом размещения военного гарнизона, в то время как Южный корпус был разработан как резиденция султана. Также есть нижний, западный корпус, который исторически был местом расположения королевских конюшен мамлюков. Однако эти функциональные различия были в значительной степени стерты в 19 веке при Мухаммеде Али-паше, который перестроил весь участок и построил различные здания по всей Цитадели. 
К западу и юго-западу от Цитадели находилось длинное открытое поле, которое историки часто называют «ипподромом» или Майдан («площадь»). На протяжении столетий это место использовалось как учебная площадка (особенно для верховой езды) и как военный плац. Его очертания все еще видны в плане дорог (в основном улицы Салах ад-Дин) на этой стороне Цитадели. На северном конце этого ипподрома была еще одна площадь, известная как площадь Румайла (Майдан/Мидан Румайла), сегодня известная как площадь Салах ад-Дина (Мидан Салах ад-Дин) или площадь Цитадели (Мидан аль-Кала). Она использовалась как конный рынок (из-за ее соседства с королевскими конюшнями), но также как официальная площадь для королевских и религиозных церемоний. Сегодня она занята большой кольцевой развязкой, рядом с которой находятся мечети султана Хасана и ар-Рифаи.